# ليونيل بيريز (محامي)
ليونيل بيريز هو محامي كندي، ولد في 1970.